# Шијак (Шарант)
Шијак (фр. Chillac) насеље је и општина у западној Француској у региону Поату-Шарант, у департману Шарант која припада префектури Коњак.
По подацима из 2011. године у општини је живело 204 становника, а густина насељености је износила 13,96 становника/km². Општина се простире на површини од 14,61 km². Налази се на средњој надморској висини од 172 метара (максималној 183 m, а минималној 84 m).

## Демографија
| 1962. | 1968. | 1975. | 1982. | 1990. | 1999. | 2011. |
| ----- | ----- | ----- | ----- | ----- | ----- | ----- |
| 179   | 229   | 223   | 188   | 165   | 169   | 204   |

График промене броја становника у току последњих година